# Testamentum (romániai könyvsorozat)
Testamentum – a Politikai Kiadó gondozásában, nemzetiségi szerkesztősége által 1972-ben indított könyvsorozat. Céljául – a sorozatszerkesztőnek, Bitay Ödönnek az első kötet élén olvasható bevezetője szerint – „a román–magyar együttélés haladó hagyományainak, e felbecsülhetetlen értékű hagyatéknak a hasznosítását, ápolását” tűzte ki céljául, előbbre viendő „a romániai magyarság társadalompolitikai gondolkodása polgári demokratikus és marxista tradícióinak kutatását”. A sorozat köteteit a bemutatandó személyiségről vagy témáról szóló átfogó bevezetők szerzői jegyezték, ezt követte a dokumentumrész.
A sorozatindító Kemény G. Gábor Mocsáry Lajos-könyve volt (1972), majd következtek Kovách Géza Márki Sándor (1976), Beke György Veress Sándor tolla és körzője (1976), Hajós József Vasile Goldiş (1976), Kovács Ferenc Bitay Árpád (1977), Jordáky Lajos Kovács Katona Jenő (1977) és Józsa Béla (1978) c. kötetei.
A sorozatba bekerült még egy Szabó Árpád illegális kommunista harcost bemutató kötet (Üzenet a mának. 1975), Demény Lajos könyve az 1437-es erdélyi parasztfelkelésről (Paraszttábor Bábolnán. 1977).
Az utolsó kötetek hátlapján a szerkesztő ígéri Victor Cheresteşiu bemutatását, Egyed Ákos 1848 a kolozsvári sajtó tükrében c. válogatását, továbbá Árvay Árpád és Demény Lajos Veress Endre- és Dési József Simó Géza-kötetét. Ezek azonban már nem jelentek meg, s nemsokára a magyar szerkesztőséget is felszámolták.